# Dieteta
Dieteta (in greco antico: διαιτητής?, diaitetés, derivato di διαιτάω, "essere arbitro"), nel sistema giuridico ateniese, era chi praticava l'attività dell'arbitrato nelle cause pubbliche e private.
I dieteti si distinguevano in cleroti (in greco antico: κληρωτοί?, klerotói), pubblici e nominati per sorteggio, ed ereti (in greco antico: αἱρετοί?, hairetói), privati e scelti dalle due parti invece di andare in tribunale. I loro giudizi erano fondati sull'equità, non sulle leggi.

## Nomina
Nelle controversie private venivano scelti dei dieteti previo accordo delle parti, nel qual caso non rivestivano carattere ufficiale; in seguito, dal IV secolo a.C., si nominarono annualmente dei dieteti, per sorteggio, tra i cittadini che hanno compiuto 60 anni, ai quali i giudici dei demi assegnavano, sempre per sorteggio, le cause.

## Competenza
Ad essi venivano portate le questioni da giudicare (che vertevano su controversie e contestazioni di interesse secondario) ed istruivano la causa ascoltando le parti, che per essere introdotti in giudizio dovevano versare una dracma a testa. Alla fine, si esprimevano con una decisione che, però, poteva essere rifiutata; in tal caso la questione doveva essere rimessa all'Eliea.

## Organizzazione
Tali arbitri erano divisi in dieci sezioni, dove ogni sezione si occupava delle cause di una delle tribù. Il loro numero non è noto, ma da un'iscrizione del 324 a.C. sembra che i dieteti fossero più di un centinaio.